# Johann Adam (Pfarrer)
Johann (auch Johannes)  Adam (* 12. Mai 1867 in Barr, Elsass; † 14. Januar 1936 in Dorlisheim) war ein deutscher evangelischer Pfarrer und Theologe. Er hatte sich auf die Erforschung der elsässischen Kirchengeschichte spezialisiert.

## Leben
Adam war der Sohn des elsässischen Rebmanns Friedrich Adam (1827–1897) und dessen Ehefrau Dorothea (1827–1917). Die Vorfahren mütterlicherseits waren Matthias Lang (1798–1869) und Catharina Hergwang (1800–1860), väterlicherseits Andreas Adam (1793–1850) und Anna Maria Börschi (1798–1835).
Adam absolvierte ein Studium in Straßburg und Genf. Während dieser Zeit widmete er sich der Preisaufgabe „Philipp Jacob Spener als Katechet“ der theologischen Fakultät und beschäftigte sich somit erstmals mit der Kirchengeschichte des Elsass. Später entstand daraus die „Katechetische Geschichte des Elsaß“ und nach weiterem Ausbau die besonders hervorzuhebenden zwei Bände zur Kirchengeschichte der Stadt Straßburg und der elsässischen Territorien (1922, 1928). Daraufhin wurde er zunächst Vikar in Mittelbergheim und Kirweiler, danach Pfarrverweser in Buchsweiler. In Dorlisheim erhielt er 1896 die Anstellung als evangelischer Pfarrer, die er bis zu seinem Tode innehatte. 1914 wurde er zudem geistlicher Inspektor (Superintendent), Präsident und Oberkonsistorialrat des dortigen Konsistoriums.
Verheiratet war er mit Anna Frey aus Colmar. Aus dieser Ehe gingen die beiden Töchter Anna und Lena hervor. Letztere heiratete in Klingenthal (Elsass) den Pfarrer Ernst Dammron.

## Werk
Neben der Arbeit als Pastor und Inspektor schrieb Adam für mehrere Zeitschriften. Adam schrieb zahlreiche Werke zur Kirchengeschichte des Elsass und Straßburgs. Er katalogisierte das Archiv des Thomasstifts in Straßburg und ordnete dieses neu. Außerdem erstellte er Abschriften von Briefen des Reformators Martin Bucer, die als nahezu unleserlich galten. 
Admas trug Quellen für einen dritten Band zur Kirchengeschichte des Elsass zusammen und verfasste viele Beiträge zur kirchlichen Historie der Region, die in Zeitschriften, Sonntagsblättern, Kalendern und vergleichbaren Medien erschienen. Er schrieb auch über die „Geschichte der Wiedertäufer im Elsaß“, die zu Lebzeiten nicht in den Druck ging.
Die theologische Fakultät der Universität Straßburg verlieh Adam 1917 einen Ehrendoktortitel.

## Schriften (Auswahl)
- (mit August Ernst): Katechetische Geschichte des Elsasses bis zur Revolution, 1897.
- Evangelische Kirchengeschichte der Stadt Straßburg bis zur französischen Revolution, 1922.
- Evangelische Kirchengeschichte der elsässische Territorien bis zur französischen Revolution, 1928.
- Die evangelischen Gemeinden und hohe Schulen in Elsass-Lothringen, 1963.